# Metaborkősav
A metaborkősav vagy diborkősav (E353) a borkősav egyik származéka (gyűrűs dimer monoésztere), képlete C8H8O10. Vízben és etanolban egyaránt jól oldódik.
- CAS száma: 39469-81-3
- Megjelenése: fehér, vagy halványsárga kristályos por, higroszkópos
- Szaga a karamellre emlékeztet
- Ipari mennyiségben a glükózból állítják elő[forrás?]

## Élelmiszeripari felhasználása
Emulgeálószerként, valamint fémek megkötésére alkalmazzák. Ritkán használt adalékanyag, mely borokban, gyümölcsből készült élelmiszerekben fordulhat elő. Maximum beviteli mennyisége 30 mg/testsúlykg. A szervezetben borkősavvá alakul.

## Külső források
- http://www.food-info.net/uk/e/e353.htm